# Верде, Элио
Э́лио Ве́рде (итал. Elio Verde; 10 сентября 1987, Трентола-Дучента, Италия) — итальянский дзюдоист, участник летних Олимпийских игр 2012 года, бронзовый призёр чемпионата мира 2009 года.

## Спортивная биография
В составе сборной Италии Элио Верде стал выступать с 2006 года. В 2009 году на чемпионате мира в Роттердаме молодой итальянец стал бронзовым призёром. Также два года подряд Верде становился бронзовым призёром европейских первенств.
В 2012 году Элио Верде принял участие в летних Олимпийских играх в Лондоне. В соревнованиях в категории до 60 кг итальянский дзюдоист смог дойти до полуфинала соревнований, где уступил японцу Хироаки Хираоке. В поединке за бронзовую медаль Элио встретился с бразильцем Фелипе Китадаем. Поединок получился очень упорным, но победу в дополнительное время одержал бразильский спортсмен, а Верде занял лишь 5-е место.